# San Martino Buon Albergo
San Martino Buon Albergo es una localidad y comune italiana de la provincia de Verona, región de Véneto, con 14.017 habitantes.

## Evolución demográfica
| Gráfica de evolución demográfica de San Martino Buon Albergo entre 1861 y 2001 |
|                                                                                |
| Fuente ISTAT - elaboración gráfica de Wikipedia                                |

## Personajes destacados
- Mons. Giuseppe Zenti. Obispo de Verona desde 2007. Nació en 1947.[4]